# Бряза (Брашов)
Бряза (рум. Breaza) — село у повіті Брашов в Румунії. Входить до складу комуни Ліса.
Село розташоване на відстані 170 км на північний захід від Бухареста, 56 км на захід від Брашова.

## Населення
За даними перепису населення 2002 року у селі проживали 544 особи. Усі жителі села рідною мовою назвали румунську.
Національний склад населення села:
| Національність | Кількість осіб | Відсоток |
| -------------- | -------------- | -------- |
| румуни         | 534            | 98,2%    |
| цигани         | 8              | 1,5%     |